# Petim (Espanha)

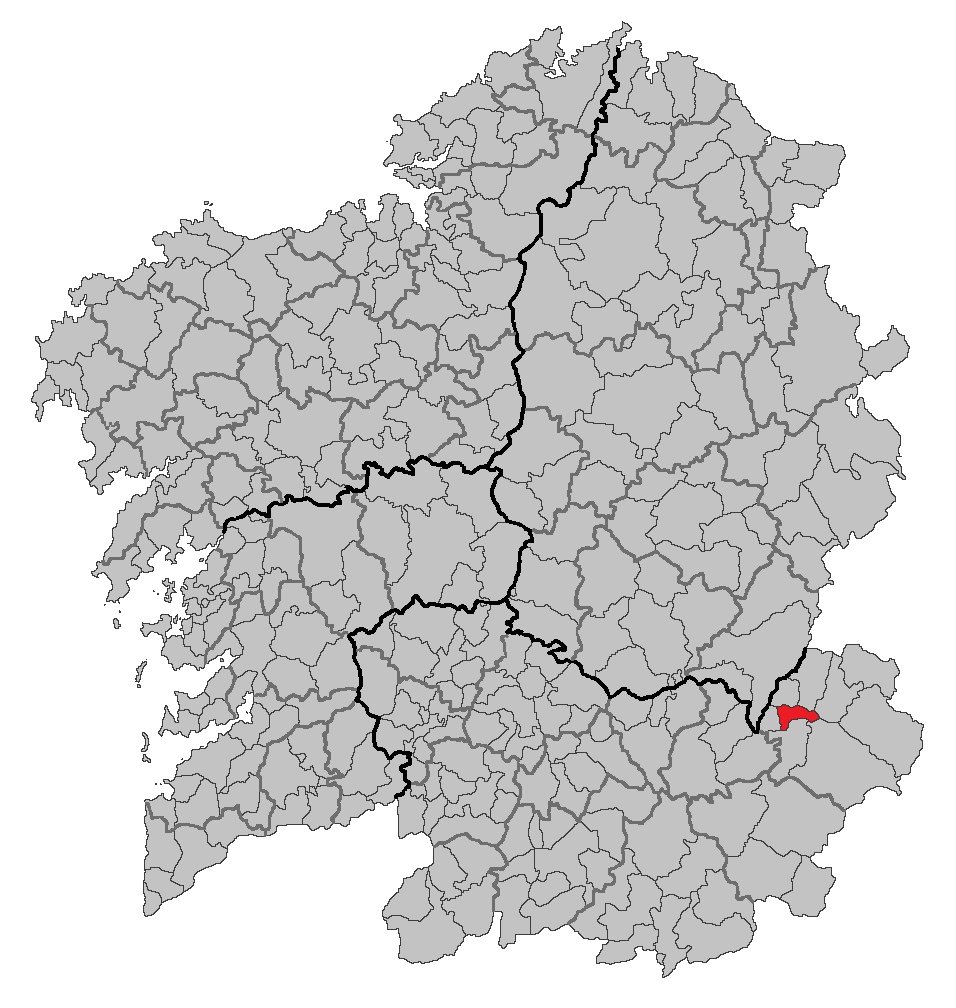
Localização de Petim na Galiza.

Petim (em galego, Petín) é um município da Espanha na província 
de Ourense, 
comunidade autónoma da Galiza, de área 30,4 km² com 
população de 1066 habitantes (2007) e densidade populacional de 36,02 hab/km².

## Demografia
| Variação demográfica do município entre 1991 e 2004 | Variação demográfica do município entre 1991 e 2004 | Variação demográfica do município entre 1991 e 2004 | Variação demográfica do município entre 1991 e 2004 |
| --------------------------------------------------- | --------------------------------------------------- | --------------------------------------------------- | --------------------------------------------------- |
| 1991                                                | 1996                                                | 2001                                                | 2004                                                |
| 1312                                                | 1187                                                | 1131                                                | 1095                                                |